# هانتينغتون (تشيشير)
هانتينغتون (بالإنجليزية: Huntington, Cheshire)‏ هي قرية وأبرشية مدنية تقع في المملكة المتحدة في إنجلترا. يقدر عدد سكانها بـ 1,961 نسمة .